# Adber
Adber – osada w Anglii, w hrabstwie Dorset. Leży 32 km na północ od miasta Dorchester i 181 km na zachód od Londynu.